# Akemi Negishi
Akemi Negishi (jap. 根岸明美 Negishi Akemi; ur. 26 marca 1934 w Tokio, zm. 11 marca 2008 w Kawasaki) – japońska aktorka.

## Życiorys
Urodziła się 26 marca 1934 w Tokio. Jej matka była członkinią trupy Takarazuka Revue. Uczęszczała do szkoły dla dziewcząt Otsuma High School (obecnie Otsuma Junior & Senior High School), którą porzuciła. W roli aktorskiej zadebiutowała w 1953 w filmie Anatahan Josefa von Sternberga. W trakcie kariery wystąpiła m.in. w filmach Akiry Kurosawy: Żyję w strachu (1955), Na dnie (1957), Rudobrody (1965) i Dō desu ka den (1970). Zagrała również w filmach: jidai-geki Krwawa Pani Śniegu (1973) w reżyserii Toshiyi Fujity oraz kaijū King Kong kontra Godzilla (1962) i filmie grozy Jū Jin Yuki Otoko (1955) w reżyserii Ishirō Hondy.
Zmarła 11 marca 2008 na raka jajnika.